# 西牧村
西牧村（さいもくむら）は群馬県の南西部、甘楽郡に属していた村。現在の下仁田町の西牧地区に相当する。

## 地理
- 河川：鏑川、市野萱川

## 歴史
- 1889年（明治22年）4月1日 - 町村制施行により、北甘楽郡西野牧村、本宿村、南野牧村が成立する。
- 1890年（明治23年）12月 - 本宿村・南野牧村・西野牧村が合併し、西牧村となる。
- 1950年（昭和25年）4月1日 - 北甘楽郡が甘楽郡と改称する。
- 1955年（昭和30年）3月10日 - 下仁田町、小坂村、青倉村、馬山村が廃され、新たに下仁田町が成立。